# Bisdom Orange in Californië
Het bisdom Orange in Californië (Latijn: Dioecesis Arausicanae in California; Engels: Diocese of Orange in California; Spaans: Diócesis de Orange; Vietnamees:Giáo phận Quận Cam) is een in de Verenigde Staten gelegen rooms-katholiek bisdom met zetel in de stad Orange, in Californië in de VS. Het bisdom behoort tot de kerkprovincie Los Angeles, en is, samen met de bisdommen Fresno, Monterey in Californië, San Bernardino en San Diego, suffragaan aan het aartsbisdom Los Angeles.
Het bisdom is qua oppervlakte gelijk aan Orange County.

## Geschiedenis

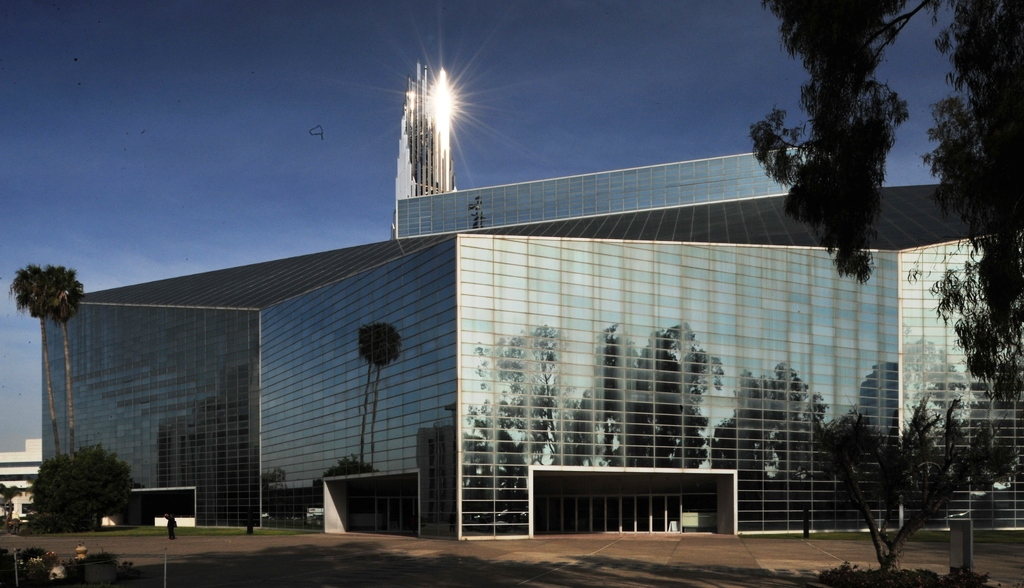
Christ Cathedral, de kathedraal van het bisdom

Het bisdom werd opgericht door paus Paulus VI op 24 maart 1976 met de apostolische constitutie Supernae animarum. Het gebied behoorde daarvoor toe aan het aartsbisdom Los Angeles. De eerste bisschop was William Robert Johnson. Sinds de oprichting van het bisdom is het aantal parochies uitgebreid van 47 naar 57. Er is met name een toestroom van niet-Engelssprekende immigranten uit Azië en Latijns-Amerika.
Er lagen al geruime tijd plannen voor de nieuwbouw van een kathedraal voor het bisdom. Deze werden overbodig toen in 2011 het faillissement werd uitgesproken over Crystal Cathedral, de kerk in Garden Grove vanwaaruit de televisiekerkdienst Hour of Power van dominee Robert H. Schuller wekelijks werd uitgezonden. Het bisdom kocht het gebouw en het werd gewijd als Christ Cathedral. Op zondag 30 juni 2013 vond de eerste Rooms-Katholieke mis plaats in het gebouw.

## Bisschoppen van Orange
1. 1976–1986: William Robert Johnson
2. 1986–1998: Norman Francis McFarland
3. 1998–2012: Tod David Brown
4. 2012-heden: Kevin Vann